# Nicolai Užnik
Nicolai Užnik (* 11. August 2000) ist ein österreichischer Sportkletterer. Bei der Klettereuropameisterschaft 2022 in München gewann er die Goldmedaille im Bouldern. Er ist Angehöriger der slowenischen Volksgruppe in Kärnten.

## Leben
Nicolai Užnik kam über Kletterkurse, die in der Ortschaft St. Johann im Rosental (Šentjanž v Rožu) in der Gemeinde Feistritz im Rosental angeboten wurden, zum Klettern. Mit 16 Jahren begann er damit beim Sportverein St. Johann (Športno društvo Šentjanž).
2017 gab er in Chamonix sein Debüt im Weltcup. Nach Abschluss des Bundesoberstufenrealgymnasiums (BORG) in Klagenfurt am Wörthersee zog er aufgrund besserer Trainingsmöglichkeiten nach Innsbruck. Bei den Olympischen Jugend-Sommerspielen 2018 in Buenos Aires nahm er für Österreich in der Kombination Teil und erreichte Platz 15. Im September 2020 wurde er Österreichischer Staatsmeister im Bouldern.
Beim Boulder-Weltcup in Salt Lake City erreichte er im Mai 2022 den vierten Platz. Im Juli 2022 nahm er für Österreich an den World Games in Birmingham teil und erreichte ebenfalls Platz vier. Bei der Klettereuropameisterschaft 2022 in München wurde er im August 2022 im Bouldern Europameister. Im April 2023 wurde er beim Boulder-Weltcup in Seoul Sechster. Bei der Kletterweltmeisterschaft 2023 in Bern belegte er im Bouldern Rang fünf.
Im November 2024 wiederholte er als erster Kletterer Aidan Roberts Unison (8C) in Brione, Verzasca. Im Jänner 2025 gelang ihm die Begehung von Forgotten Gem (8C) in Chironico. Ebenfalls 2025 gelang ihm die Erstbegehung von Mount Doom (9A) im Maltatal. Im Juni 2025 belegte er beim Boulder-Weltcup in Innsbruck den achten Platz.
Ab 2008 spielte er beim ATUS Feistritz/Rosental Fußball. Užnik ist Sportler des Heeressportzentrums des Österreichischen Bundesheers.
Užnik ist mit der Schweizer Profi-Kletterin Sofya Yokoyama liiert. Sein jüngerer Bruder Timo ist ebenfalls Wettkampfkletterer.

## Erfolge (Auswahl)
- 2018: Olympische Jugend-Sommerspiele 2018 – Platz 15 in der Kombination[6]
- 2019: Europacup Sofia – 1. Platz[1]
- 2021: Weltcup Innsbruck – 4. Platz[1]
- 2021: Gesamtweltcup – 8. Platz[1]
- 2021: Europacup Klagenfurt – 1. Platz[1]
- 2020: Österreichischer Staatsmeister im Bouldern[7]
- 2022: Boulder-Weltcup Salt Lake City – 4. Platz[4]
- 2022: World Games 2022 – 4. Platz[8]
- 2022: Klettereuropameisterschaft 2022 – Goldmedaille im Bouldern[2]
- 2023: Österreichischer Staatsmeister im Bouldern[20]
- 2023: Kletterweltmeisterschaft 2023 – 5. Platz im Bouldern[10]
- 2025: Boulder-Weltcup in Innsbruck – 8. Platz[15]